# Das Album
Das Album – szesnasty album niemieckiego piosenkarza Thomasa Andersa oraz piąty album niemieckiego piosenkarza i prezentera Floriana Silbereisena, wydany 5 czerwca 2020 roku.

## Lista utworów
| Nr  | Tytuł utworu                    | Długość |
| --- | ------------------------------- | ------- |
| 1.  | „Sie Sagte Doch Sie Liebt Mich” | 3:46    |
| 2.  | „Sie Hat Es Wieder Getan”       | 3:39    |
| 3.  | „Sie Ist Wieder Da”             | 3:39    |
| 4.  | „Versuch's Nochmal Mit Mir”     | 4:05    |
| 5.  | „Rücksicht”                     | 3:20    |
| 6.  | „Deine Oder Meine”              | 3:06    |
| 7.  | „Meine Beste Melodie”           | 3:48    |
| 8.  | „Risiko”                        | 3:35    |
| 9.  | „Freunde Wie Wir”               | 3:58    |
| 10. | „Geliebt, Gelacht, Geweint”     | 3:18    |
| 11. | „Du Kannst Ein Sieger Sein”     | 3:45    |
| 12. | „Wie Ein Grosses Feuerwerk”     | 3:29    |
| 13. | „Stärker Als Die Zeit”          | 3:33    |
| 14. | „100.000 Wunder”                | 3:43    |
| 15. | „Ein Kleiner Moment”            | 3:35    |
| 16. | „Wenn Der Himmel Uns Umarmt”    | 3:56    |
| 17. | „Weiter Als Der Horizont”       | 3:19    |
|     |                                 | 1:01:34 |

Na podstawie Discogs.